# McDonnell Douglas MD-11

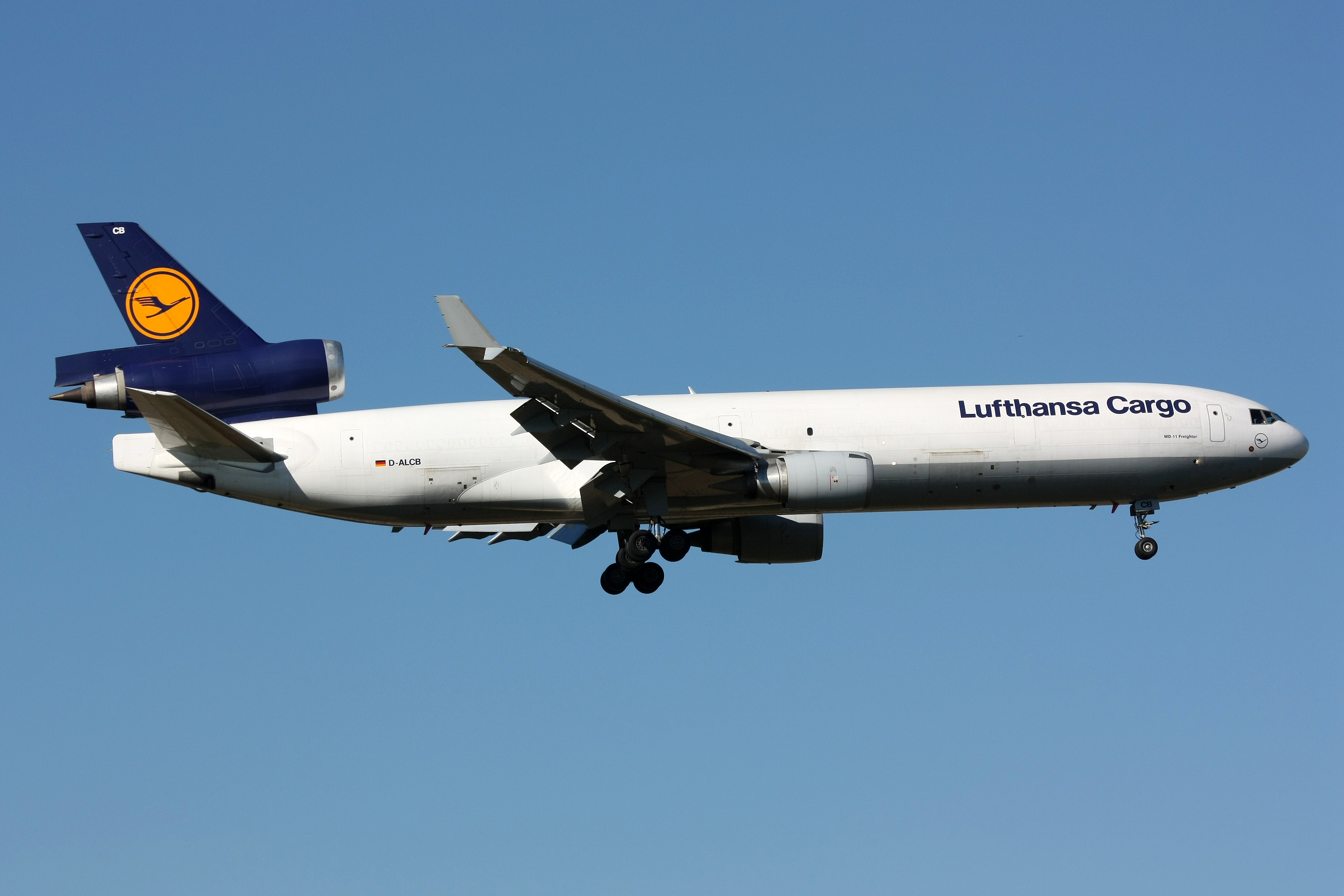
MD-11 німецької авіакомпанії Lufthansa Cargo

McDonnell Douglas MD-11 також відомий як MD-11 — широкофюзеляжний турбореактивний літак, розроблений на основі DC-10. Вироблявся американськими компаніями McDonnell Douglas та Boeing Commercial Airplanes протягом 1988—2000 років. Всього випущено 200 таких повітряних суден, які сьогодні експлуатуються дванадцятьма авіакомпаніями, серед яких великі учасники світового ринку повітряних вантажоперевезень: FedEx Express, UPS Airlines, Lufthansa Cargo та інші.

## Модифікації
- MD-11ER — літак зі збільшеним радіусом польоту;
- MD-11F — вантажна версія, найбільш широко експлуатується саме вона;
- MD-11C — модифікація, в які передбачалася наявність як великого вантажного, так і пасажирського відділень;
- MD-11CF — варіант, що передбачав можливість швидкого переобладнання з вантажного в пасажирський і навпаки в залежності від вимог замовника чи навіть задач окремого польоту.

## Льотно-технічні характеристики
- Екіпаж: 2 особи
- Кількість пасажирів:
  - варіант пасажирської кабіни розділеної на три класи: 298 пасажирів
  - варіант пасажирської кабіни розділеної на два класи: 323 пасажири
  - варіант пасажирської кабіни з одним класом: до 410 пасажирів
- Двигуни:
  - Три Pratt & Whitney PW4460 тягою 60 000 lb, або
  - Три Pratt & Whitney PW4462 тягою 62 000 lb, або
  - Три General Electric CF6-80C2D1F тягою 61 500 lb
- Максимальна злітна вага:
  - Для модифікації MD-11: 273 289 кг
  - Для модифікації MD-11F: 280 000 кг
  - Для модифікації MD-11С: 280 000 кг
  - Для модифікації MD-11CF: 283 965 кг
  - Для модифікації MD-11ER: 286 000 кг
- Максимальна дальність польоту:
  - Для модифікації MD-11F: 7 242 км
  - Для модифікації MD-11C: 12 392 км
  - Для модифікації MD-11ER: 13 408 км
- Максимальна рейсова швидкість: 945 км/год (на висоті 9450 м)
- Крейсерська швидкість: 876 км/год (на висоті 12 600 метрів)
- Розмах крила: 51,77 м
- Максимальна довжина: 61,24 м
- Максимальна висота: 17,6 м
- Площа крил: 338,9 м²